# Tanasko Rajić
Atanasije "Tanasko" Rajić est un personnage historique serbe né en 1754 dans le village de Stragari et mort en 1815. Il est connu principalement dans son implication dans le soulèvement contre les Turcs.